# Villa rustica

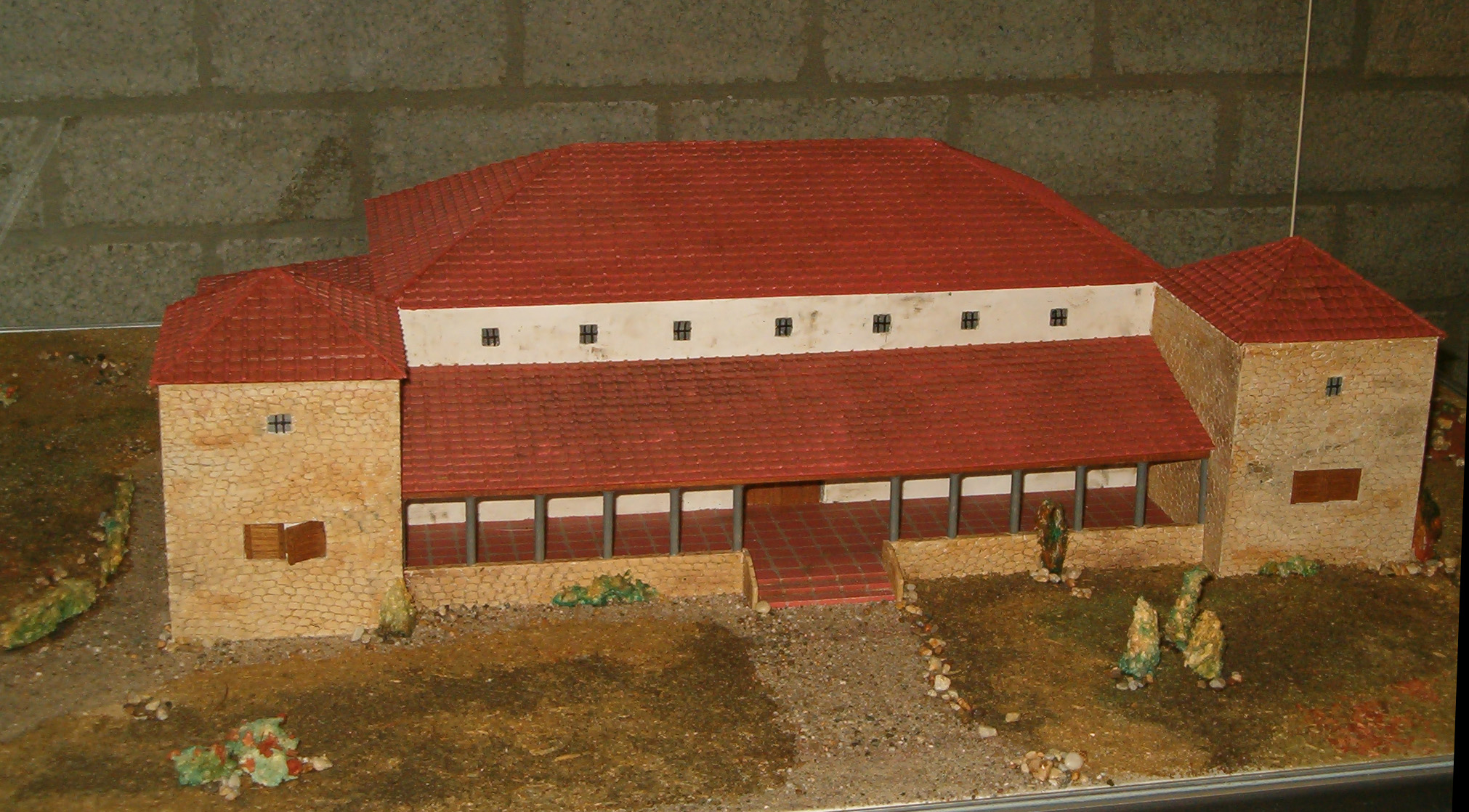
Reconstructie van de villa rustica van Vaesrade in het Thermenmuseum

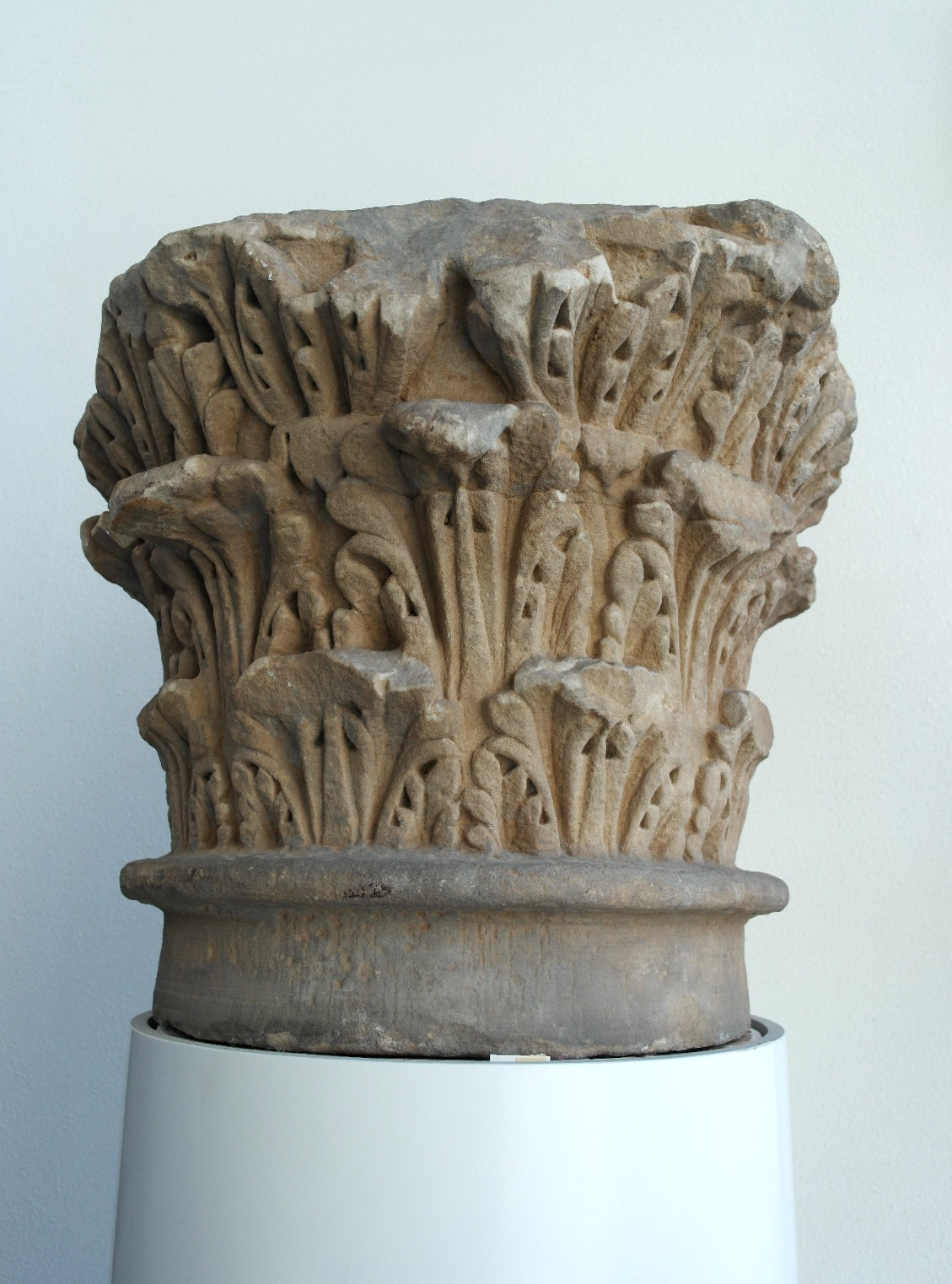
Korinthisch kapiteel (180-220 na Chr.), gevonden in 1871 bij de opgegraven villa Onderste Herkenberg, Meerssen

Een villa rustica was de landelijke variant van een Romeinse villa. Bij een villa rustica hoorden ook landerijen, die bewerkt werden door slaven of pachters. Er waren appartementen voor de villicus (de toezichthouder, meestal een slaaf of vrijgelatene, die boven de andere slaven stond) en de actor (de boekhouder) en ook slaapvertrekken voor de slaven en dieren.

## Lijst van Romeinse villa rustica's in de Benelux
Onderstaande lijst is onvolledig. Met name de Belgische provincies Limburg en Luik (Haspengouw), waar zich een grote concentratie van villa's voordeed, zijn ondervertegenwoordigd.
| Huidige plaatsnaam                    | Villa (locatie)                         | Provincie                      |
| ------------------------------------- | --------------------------------------- | ------------------------------ |
| Bocholtz                              | Bocholtz-Dellender                      | Limburg (Nederland)            |
| Bocholtz                              | Bocholtz-Vlengendaal                    | Limburg (Nederland)            |
| Simpelveld                            | De Molt                                 | Limburg (Nederland)            |
| Beekdaelen                            | Groot Haasdal-Billich                   | Limburg (Nederland)            |
| Valkenburg aan de Geul                | Bosstraat                               | Limburg (Nederland)            |
| Valkenburg aan de Geul                | Heihof                                  | Limburg (Nederland)            |
| Valkenburg aan de Geul                | Vogelenzang                             | Limburg (Nederland)            |
| Valkenburg aan de Geul                | Houthem-Rondenbos                       | Limburg (Nederland)            |
| Meerssen                              | Onderste Herkenberg                     | Limburg (Nederland)            |
| Maastricht-Borgharen                  | Borgharen-Pasestraat                    | Limburg (Nederland)            |
| Maastricht                            | Louwberg                                | Limburg (Nederland)            |
| Cadier en Keer (Eijsden-Margraten)    | Backerbosch                             | Limburg (Nederland)            |
| Kerkrade                              | Kaalheide                               | Limburg (Nederland)            |
| Ubachsberg                            | Ubachsberg                              | Limburg (Nederland)            |
| Beekdaelen                            | Steenland                               | Limburg (Nederland)            |
| Beekdaelen                            | Vaesrade                                | Limburg (Nederland)            |
| Voerendaal                            | Voerendaal-Ten Hove                     | Limburg (Nederland)            |
| Heerlen                               | Bovenste Caumer                         | Limburg (Nederland)            |
| Heerlen                               | Welterhof                               | Limburg (Nederland)            |
| Heerlen                               | Meezenbroek                             | Limburg (Nederland)            |
| Heerlen                               | Hoensbroek-Schuureik                    | Limburg (Nederland)            |
| Heerlen                               | knooppunt Bocholtz                      | Limburg (Nederland)            |
| Schaesberg                            | Landgraaf-Schaesberg                    | Limburg (Nederland)            |
| Kerkrade (plaats)                     | Kaalheide                               | Limburg (Nederland)            |
| Kerkrade (gemeente) (Spekholzerheide) | Hoeve Overste Hof                       | Limburg (Nederland)            |
| Kerkrade (gemeente)                   | Nieuw Ehrenstein                        | Limburg (Nederland)            |
| Kerkrade (gemeente)                   | Rolduc                                  | Limburg (Nederland)            |
| Kerkrade (gemeente)                   | Holzkuil                                | Limburg (Nederland)            |
| Vaals                                 | Lemiers                                 | Limburg (Nederland)            |
| Maasbracht                            | Steenakker                              | Limburg (Nederland)            |
| Grobbendonk                           | Steenberg                               | Antwerpen                      |
| Kontich                               | Kazernen                                | Antwerpen                      |
| Antwerpen                             | Mortsel                                 | Antwerpen                      |
| Hoogeloon (Bladel)                    | Hoogeloon (Kerkakkers)                  | Noord-Brabant                  |
| Lanaken                               | Smeermaas                               | Limburg (België)               |
| Neerharen                             | Rekem                                   | Limburg (België)               |
| Leuven                                | Wilsele                                 | Vlaams-Brabant                 |
| Bevekom                               | Wahenges                                | Waals-Brabant                  |
| Waver                                 | Basse-Wavre                             | Waals-Brabant                  |
| Viroinval                             | Bruyères                                | Namen                          |
| Oupeye                                | Haccourt                                | Luik                           |
| Jette                                 | Jette                                   | Brussels Hoofdstedelijk Gewest |
| Habay-la-Vieille                      | Mageroy                                 | Luxemburg (provincie)          |
| Alphen (Noord-Brabant)                | De Bartjes                              | Noord-Brabant                  |
| Alphen (Noord-Brabant)                | Kerkakkers                              | Noord-Brabant                  |
| Brecht                                | Zoegweg                                 | Antwerpen                      |
| Breda                                 | Breda West: Huifakker                   | Noord-Brabant                  |
| Breda                                 | Breda West: Steenakker                  | Noord-Brabant                  |
| Boxtel                                |                                         | Noord-Brabant                  |
| Budel                                 | Budel-Noord Duitse School               | Noord-Brabant                  |
| Cuijk (plaats)                        | Heeswijkse Kampen                       | Noord-Brabant                  |
| Cuijk (plaats)                        | De Nielt                                | Noord-Brabant                  |
| Deurne                                | Gr. Bottelsche Akker                    | Noord-Brabant                  |
| Duizel                                | De Heidalen                             | Noord-Brabant                  |
| Eersel                                | Kerkebogten                             | Noord-Brabant                  |
| Ekeren                                |                                         | Antwerpen                      |
| Geldrop                               | t Zand                                  | Noord-Brabant                  |
| Goirle                                | Huzarenwei                              | Noord-Brabant                  |
| Helden                                | Schrames                                | Limburg (Nederland)            |
| Helmond                               | Brandevoort                             | Noord-Brabant                  |
| Helmond                               | Aarle-Rixtelseweg                       | Noord-Brabant                  |
| Herk-de-Stad                          | Donk                                    | Limburg (België)               |
| Hilvarenbeek                          | Zijthorst                               | Noord-Brabant                  |
| Horst                                 | Hoogveld Oost                           | Limburg (Nederland)            |
| Lieshout                              | Beekseweg Oost                          | Noord-Brabant                  |
| Lieshout                              | Beekseweg Mid/West                      | Noord-Brabant                  |
| Lieshout                              | Nieuwenhof                              | Noord-Brabant                  |
| Meldert                               | Zelemsebaan                             | Limburg (België)               |
| Nederweert                            | Rosveld                                 | Noord-Brabant                  |
| Oelegem                               |                                         | Antwerpen                      |
| Oosterhout                            |                                         | Noord-Brabant                  |
| Oss                                   | Eikenboomgaard                          | Noord-Brabant                  |
| Oss                                   | IJsselstraat                            | Noord-Brabant                  |
| Oss                                   | Vijver                                  | Noord-Brabant                  |
| Oss                                   | Westerveld                              | Noord-Brabant                  |
| Oss                                   | Zomerhof                                | Noord-Brabant                  |
| Reusel                                | Kruisstraat                             | Noord-Brabant                  |
| Riethoven                             | Heesmortel                              | Noord-Brabant                  |
| Someren                               | Ter Hofstadlaan                         | Noord-Brabant                  |
| Someren                               | Steemarksweg                            | Noord-Brabant                  |
| Someren                               | SRV-terrein                             | Noord-Brabant                  |
| Son en Breugel                        | Ekkersrijt                              | Noord-Brabant                  |
| Turnhout                              | Tijl en Nelestraat                      | Antwerpen                      |
| Valkenswaard                          | Zeelbergse Akkers                       | Noord-Brabant                  |
| Veldhoven                             | Zilverackers                            | Noord-Brabant                  |
| Venlo-Blerick                         | Heiershoeve                             | Limburg (Nederland)            |
| Venray                                | Hoogriebroek                            | Limburg (Nederland)            |
| Weert                                 | Kampershoek                             | Limburg (Nederland)            |
| Weert                                 | Molenakker                              | Limburg (Nederland)            |
| Wijshagen                             | De Rieten                               | Limburg (Nederland)            |
| Beek                                  | Spaubeek                                | Limburg (Nederland)            |
| Mechelen (Gulpen-Wittem)              | Landsrade                               | Limburg (Nederland)            |
| Mechelen (Gulpen-Wittem)              | Overgeul                                | Limburg (Nederland)            |
| Mook en Middelaar                     | Plasmolen                               | Limburg (Nederland)            |
| Ingen (Buren)                         |                                         | Gelderland                     |
| Houten                                | Oude Dorp, Molenzoom en 't Goy-Tuurdijk | Gelderland                     |
| Heumen                                | Overasselt                              | Gelderland                     |
| Rijswijk (Zuid-Holland)               | Rijswijk-de Bult                        | Zuid-Holland                   |
| Westland                              | Naaldwijk                               | Zuid-Holland                   |